# Dori Caymmi
Dorival Tostes Caymmi, noto come Dori Caymmi, (Rio de Janeiro, 26 agosto 1943), è un cantante, chitarrista e compositore brasiliano, figlio di due cantautori, Dorival Caymmi e Stella Maris Tostes. È il fratello della cantante Nana Caymmi e del flautista, cantante e compositore Danilo Caymmi. Risiede a Los Angeles dalla fine degli anni ottanta.

## Biografia

### La formazione
Cominciò a studiare il pianoforte a undici anni sotto la guida di Lúcia Branco e Nise Poggi Obino. Studiò teoria musicale al Conservatorio Lorenzo Fernandez e in seguito armonia con i maestri Paulo Silva e Moacir Santos, e nel 1959 debuttò da professionista accompagnando al pianoforte la sorella Nana. Nel 1960 divenne membro del Grupo dos Sete impegnandosi nella composizione e nell’esecuzione di musiche per opere teatrali e televisive. L’anno successivo formò un trio insieme a Marcos Valle e Edu Lobo. Fu direttore del lavoro Opinião (1964), opera di transizione stilistica dalla bossa nova alla moderna musica popolare brasiliana e fu il regista delle musiche di Arena conta Zumbi (1966), e nel medesimo biennio fu produttore di dischi per conto di Edu Lobo, Eumir Deodato e Nara Leão, fra gli altri. Il 1965 lo vide al Beco das Garrafas di Rio de Janeiro insieme a Francis Hime, e con quest’ultimo nel 1966 condivise il palco nella città carioca, insieme a Wanda Sá e Vinícius de Moraes.

### Festival ed LP
Sempre nel 1967 Paul Winter lo volle nel suo sestetto in qualità di chitarrista e arrangiatore per una serie di concerti nel Nord America, e nello stesso anno fu direttore musicale di lavori discografici di Gal Costa, Gilberto Gil e Caetano Veloso. Nei primi anni settanta compose colonne sonore per film e trasmissioni televisive.
Nonostante il suo coinvolgimento nel nascente movimento Tropicalista, non compose né registrò nulla in quello stile a causa dell'avversione nei confronti della musica pop americana ed europea. Poi gli impegni si diradarono:  nel 1989 fissò la sua dimora a Los Angeles. Due anni dopo fu segnalato nella categoria “World music” del Grammy Award per il disco Brazilian serenata, e nel 1994 scrisse l’arrangiamento di Aquarela do Brasil, disco di Dionne Warwick. Insieme a Toots Thielemans, Oscar Castro-Neves, Eliane Elias e Ricardo Silveira si presentò al Montreux Jazz Festival; l’anno dopo, si esibì alla Carnegie Hall in un concerto in onore di Tom Jobim a un anno dalla sua morte, suonando con Gilberto Gil, Branford Marsalis, Herbie Mann, Paula Robinson, Eliane Elias, Joyce e altri nomi illustri.
Nel 2001 e nel 2003 realizzò rispettivamente i dischi Influências – con brani classici di cui uno cantato in duetto con Gal Costa – e Contemporâneos, in omaggio agli aristi della sua generazione. Un’altra celebrazione, questa volta nei confronti del padre Dorival, si ebbe nel 2004 con la produzione del disco Para Caymmi, de Nana, Dori e Danilo, che vedeva i tre fratelli cantare insieme. L’anno dopo vi fu la presentazione dal vivo del disco An Album of American Songs with Brazilian Feeling della cantante tedesca Kevyn Lettau; Falando de amor, un altro omaggio a Jobim, venne registrato dall'artista brasiliano nel 2005 assieme ai due fratelli. L'anno successivo fu la volta di Rio-Bahia inciso assieme a Joyce e Paulo César Pinheiro e altri musicisti. Il 2010 vide la pubblicazione di Mundo de dentro, che conteneva diverse canzoni di sua creazione e che venne lanciato in uno spettacolo con Dori assieme ai due fratelli. L'anno dopo fu il turno di  Poesia musicada, con sue composizioni inedite. Il lavoro ha ricevuto nel 2012 il Prêmio da Música Brasileira come Miglior album e Miglior cantante. L’anno successivo è stato lanciato il CD Caymmi, per celebrare il padre, realizzato con Nana e Danilo
E ancora in tributo al padre – in questo caso per i cento anni dalla nascita – è stata la volta di Caymmi centenario: non solo erano presenti i fratelli, ma anche Chico Buarque, Gilberto Gil e Caetano Veloso. Foru 4 Tiradente na Conjuração Baiana è stato pubblicato nel 2016 e ha ospitato Joyce, Mônica Salmaso, Sérgio Santos, Renato Braz e Roberto Leão; il lavoro si rifaceva a un'opera di Mário Lago degli anni settanta censurata dalla giunta militare. Lo stesso anno si è unito a Edu Lobo, Zé Renato, Fred Eça, Igor Eça e Toninho Horta per un disco in onore di Luiz Eça. Gli ultimo lavori di Dori Caymmi risalgono al 2017, con la pubblicazione di Voz de Mágoa, affiancato da Paulo César Pinheiro, e, nel 2022 Canto sedutor, a lato di Mônica Salmaso.

## Discografia
- 1972 - Dory Caymmi
- 1977 - Sitío do Picapau amarelo
- 1982 - Dori Caymmi
- 1986 - Caymmi's grandes amigos
- 1988 - Dory Caymmi
- 1991 - Brazilian serenata
- 1992 - Kicking Cans
- 1994 - If Ever
- 1996 - Tome conta de meu filho, que eu também já fui do mar...
- 1999 - Cinema - A romantic vision
- 2001 - Influências
- 2002 - Contemporâneos
- 2004 - Para Caymmi 90 anos
- 2005 - Falando de amor
- 2006 - Rio-Bahia
- 2010 - Mundo de dentro
- 2011 - Poesia musicada
- 2013 - Caymmi con i fratelli Nana e Danilo Caymmi
- 2014 - Caymmi centenário
- 2016 - Voz de mágoa
- 2022 - Canto sedutor[4]